# Emblema della Turchia
La Turchia è uno dei pochi paesi del mondo a non adottare un vero e proprio emblema ufficiale, ma riproduce su passaporti e sedi governative la mezzaluna con stella utilizzata nella bandiera nazionale.
A seconda del contesto, il simbolo viene raffigurato tanto di colore rosso su sfondo bianco, che di colore bianco su sfondo rosso.

## Storia
Con la dissoluzione dell'Impero Ottomano nel 1922 e l'abolizione del sultanato, lo stemma ottomano venne definitivamente abbandonato, e rimpiazzato dalla stella e dalla mezzaluna presenti sulla bandiera nazionale. Tre anni dopo, nel 1925, il Ministero dell'Istruzione indisse un concorso per la determinazione di un altro stemma ufficiale e a vincere fu un disegno dell'artista Namik Ismail. Il disegno proposto presentava uno scudo rosso caricato da una stella e una mezzaluna bianche. Sotto c'era un lupo grigio, simbolo legato alla mitologia turca Oghuz, in piedi sopra una lancia. Lo scudo era circondato da una ghirlanda di foglie di grano e di quercia, con un medaglione che raffigurava le lettere dell'alfabeto ottomano T e C per Türkiye Cumhuriyeti ("Repubblica di Turchia" in turco). Sopra lo scudo era posta una torcia accesa, simbolo dell'indipendenza del paese. Tuttavia, il nuovo stemma non fu mai registrato come stemma ufficiale e non è mai stato utilizzato in seguito.
Dal 2014 il governo turco ha ipotizzato per l'adozione di un nuovo emblema ufficiale.

## Galleria d'immagini

Stemma proposto da N. Ismail nel 1925.
Emblema usato per il Ministero delle relazioni estere di Turchia e per le ambasciate. Viene anche utilizzato come fregio per il vincitore del campionato turco di calcio[7].
Ulteriore variante, impiegata anche dal Ministero degli esteri e dalle ambasciate.
Sigillo del presidente della Repubblica di Turchia[8].
Sigillo della Grande Assemblea Nazionale Turca[9].
Emblema del Ministero degli affari esteri[10].